# Anthidium maculifrons
Anthidium maculifrons es una especie de abeja del género Anthidium, familia Megachilidae. Fue descrita científicamente por Smith en 1854.

## Sinónimos
Los sinónimos de esta especie incluyen:
- Anthidium cognatum Cresson, 1878
- Anthidium zamoranicum Cockerell, 1949

## Distribución geográfica
Esta especie habita en América Media (México) y del Norte (Estados Unidos).